# Adropion onorei
Adropion onorei is een soort in de taxonomische indeling van de beerdiertjes (Tardigrada).
Het diertje behoort tot het geslacht Adropion en behoort tot de familie Hypsibiidae. De wetenschappelijke naam van de soort werd voor het eerst geldig gepubliceerd in 2002 door Pilato, Binda, Napolitano & Moncada.